# PKP-Baureihe Ty23
Die Lokomotiven der Reihe Ty23 der polnischen Staatsbahn PKP sind Güterzuglokomotiven mit der Achsfolge 1'E.
Die der Preußischen G 12 ähnelnden Lokomotiven wurden im Jahr 1923 von Schwartzkopff konstruiert; bis auf den Kessel und den Barrenrahmen hatten sie jedoch wenig mit dem Vorbild gemeinsam. So hatten sie anders als die G 12 ein Zwillingstriebwerk. Der Durchmesser der Treibräder war mit 1450 mm etwas größer, und die zulässige Höchstgeschwindigkeit lag mit 75 km/h um 10 km/h höher als bei der G 12. Der Schlepptender 2'2' T 21,5 war von polnischer Bauart.

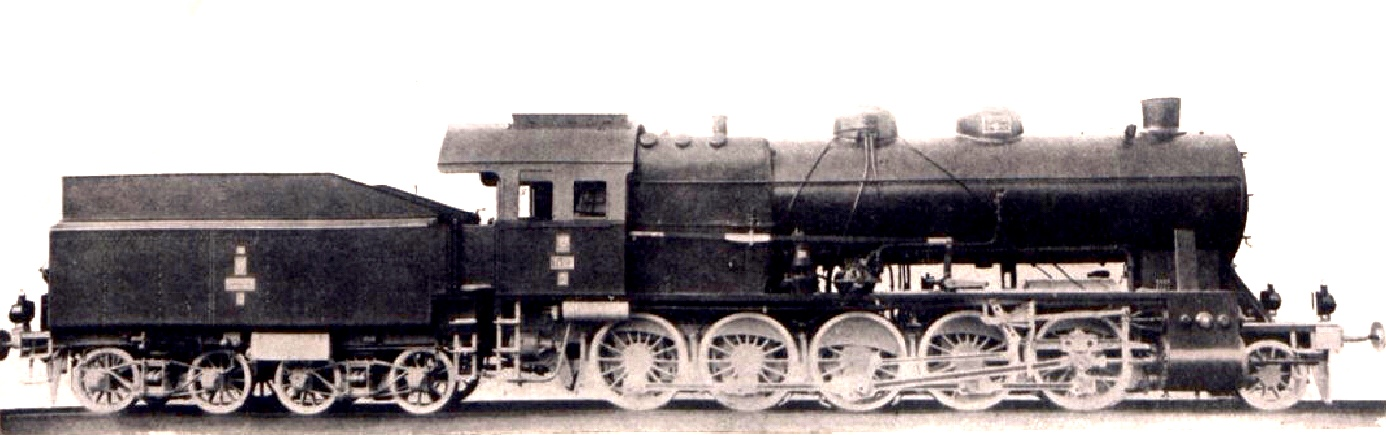
PKP-Baureihe Ty23

15 Lokomotiven lieferte Schwartzkopff an die PKP. Weitere 60 Maschinen lieferten Cockerill und St. Leonard in Belgien, bis die Produktion schließlich an die polnische Dampflokomotivfabrik Fablok in Chrzanów überging. Insgesamt wurden mehr als 600 dieser Lokomotiven gebaut; es war die zahlreichste Baureihe in Polen.
Schwarzkopff hatte 1924 in Erwartung eines weiteren Auftrags durch die PKP zwei weitere Lokomotiven mit den Fabriknummern 8442 und 8443 gebaut. Der Auftrag blieb jedoch aus, und die Lokomotiven wurden erst im Jahr 1935 an die Lübeck-Büchener Eisenbahn (LBE) verkauft. Es waren die letzten Schlepptenderlokomotiven der LBE, und sie erhielten die Gattung G 12 und die Nummern 99 und 100. Da Schwartzkopff lange keinen Abnehmer gefunden hatte, waren sie mit einem Preis von 75.000 RM pro Stück recht günstig. Zunächst wurden sie für schwere Züge auf der Strecke Lübeck–Büchen verwendet, doch nachdem die Drehscheibe in Rothenburgsort verlängert worden war, konnte man sie auch auf der Hamburger Bahn einsetzen.
Als die LBE im Jahr 1938 von der Deutschen Reichsbahn übernommen wurde, wurden die beiden Lokomotiven als Baureihe 58.6 eingeordnet und erhielten die Nummern 58 601 und 58 602.
Während der Besetzung Polens im Zweiten Weltkrieg übernahm die Reichsbahn 467 Ty23 und ordnete sie als Baureihe 58.23–27 ein. Diese erhielten die Betriebsnummern 58 2303 bis 58 2741. Die von der SŽD übernommenen ehemaligen PKP-Ty23er bekamen die Betriebsnummern 58 2742 bis 58 2772. Die beiden ehemaligen LBE-Lokomotiven wurden dabei in 58 2301 und 58 2302 umgezeichnet. Später wurden sie zur Reichsbahndirektion Osten (58 2301) und zur Ostbahndirektion Warschau (58 2302) umstationiert. Im Breitspurnetz des FBw Roslawl des FEKdo 2 lief die von der SŽD umgespurte Ty23-614 für die Eisenbahntruppen der Wehrmacht. Diese wurde nicht als 58.23–27 bei der Deutschen Reichsbahn eingereiht und behielt ihre ursprüngliche Bezeichnung. Das führte zu Spannungen mit der Reichsbahn, da diese über solche Lokomotiven nicht verfügen konnte, sie aber unterhalten und fahren musste. Dasselbe galt für Ty23-178, welche 1941 in Przemyśl erbeutet wurde. Diese wurde zuvor kurzzeitig von der SŽD in der 1939 nach der erfolgreichen Sowjetischen Invasion Polens neugegründeten Lemberger Eisenbahn-Direktion in Ostgalizien eingesetzt. Bei den SŽD wurden sie als Baureihe ТУ23 (TU23) bezeichnet und während des Deutsch-Sowjetischen Krieges in den südlichen Bezirken der Turkestan-Sibirien-Bahn eingesetzt.
Nach dem Zweiten Weltkrieg verblieben einige Lokomotiven bei der Deutschen Reichsbahn auf dem Gebiet der späteren DDR.
In Polen waren die letzten Ty23 bis Anfang der 1980er Jahre in Betrieb.